# William George Keith Elphinstone
William George Keith Elphinstone, född 26 januari 1782, död 23 april 1842, var en brittisk militär, brorson till George Elphinstone, 1:e viscount Keith. 
William Elphinstone deltog i slaget vid Waterloo och sändes 1839 som generalmajor till Indien, där han anförde en division av bengaliska armén och 1841 under första anglo-afghanska kriget trots ålder och bräcklighet sattes till befälhavare för den brittiska ockupationshären i Kabul. På denna post visade han sig oduglig. Elphinstone ledde flykten från Kabul i januari 1842, togs till fånga och avled som afghansk krigsfånge några månader därefter.